# Goldringe von Peenemünde

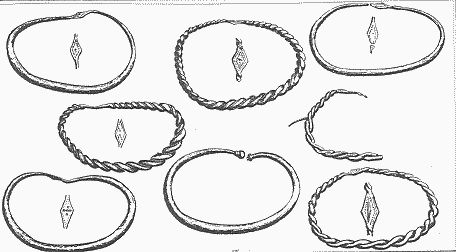
Wikinger Goldschatz vom Peenemünder Haken von 1905/1908

Die Goldringe von Peenemünde, auch als Peenemünder Goldschatz bekannt, wurden in den Jahren 1905 und 1908 an der Nordspitze der Insel Usedom entdeckt. Der Fund besteht aus insgesamt sieben vollständigen Goldringen und einem halben, unterhalb des Mittelstücks durchgerissenen Ring. Die Ringe werden auf die Zeit zwischen 1000 und 1100 datiert und den Goldschmiedearbeiten der Wikinger zugeordnet.
Alle Ringe bestehen aus massivem Golddraht von annähernd kreisrundem Querschnitt, der sich zu den Enden hin verjüngt. Vier der Ringe bestehen aus einem Draht, die anderen drei und der halbe Ring aus zwei ineinander verdrehten Golddrähten. Sechs der Ringe sind mit einer rautenförmigen Verbindung geschlossen. Ein massiver Ring hat einen Verschluss in Form einer durchbohrten Kugel, in deren Öffnung das andere Ende passt. Zwei der gewundenen Ringe sind zusätzlich mit einem aus zwei Fäden bestehenden feinen Golddraht umwickelt. Reste eines feinen Drahtes befinden sich auch am halben Ring. Die vollständigen Ringe wiegen einzeln zwischen 39,5 und 67 g. Die Gesamtmasse des Fundes beträgt 390,1 g.
Der halbe und jeweils ein massiver und ein gewundener Ring wurden am 16. April 1905 von einer Forstarbeiterin bei Aufforstungsarbeiten im Wald von Peenemünde entdeckt. Das Gebiet im Nordteil der Insel Usedom gehörte damals der Stadt Wolgast, die den Förster Schönherr, der den Fund gemeldet hatte, mit weiteren Grabungen beauftragte. Diese fanden erst drei Jahre später statt. Am 28. und 29. Januar 1908 wurden die übrigen fünf Ringe an der gleichen Stelle gefunden. Die Stadt Wolgast übergab den Fund dem Pommerschen Landesmuseum in Stettin. Später kamen die Ringe ins Kulturhistorische Museum Stralsund, wo sie sich noch befinden. Nachbildungen sind im Historisch-technischen Museum Peenemünde und im Stadtgeschichtlichen Museum von Wolgast zu besichtigen.